# 鶏林類事
『鶏林類事』（けいりんるいじ、朝鮮語: 계림유사、ケリムニュサ）は、宋の官僚で高麗への使節であった孫穆によって1103年から1104年に書かれた書物である。原著は失われたが、断片が後の中国の著作の中で再構成され、前期中世朝鮮語（高麗語）についての生の重要な情報を提供する。
原著は3巻構成で、朝鮮の言語・風習・政治を網羅し、様々な歴史的文献が付載されていたと考えられている。これが生き残ったのは、中国の2つの類書、明代の『説郛』（1361年?）と清代の『古今図書集成』（1726年）の中に抜粋されて引用されていたからこそである。この明代の原著自体も失われたが、編集者が原著を利用できた1647年（重印陶珽本）と1925年（涵芬楼本?）の版の中で生き延びた。
生き延びた『鶏林類事』の断片は、朝鮮の風習と政治を扱う短い序と、18の意味部門に区分された350以上の朝鮮語の単語と句の語彙集からなる。
例えば、最初の見出しは、

天曰漢捺　　（天ヲ漢捺ト曰フ）

（高麗語で）「天」のことを「漢捺」と言う。

である。
これは、「空、天」にあたる朝鮮語の単語（中国語で天）が、漢字の漢捺に似た発音を持つことを示している。
宋代の中国語音は貧弱にしか分かっていないが、おおよそ韻図における後期中古音に近似し、それらの中でこれらの漢字は、han-nat のように読むことができる。後期中世朝鮮語におけるこの語の形は、hanólh である。この中国語転写は不精確である。なぜなら、中国語の韻尾-t は、しばしば後期中世朝鮮語のいくつかの朝鮮語の歯音に使われるからである。中国語の韻尾-k はしばしば後期中世朝鮮語の-k に対応し、しばしば末子音とは一切対応しない。しかしながら、中国語の韻尾-p は一貫して朝鮮語の-p を表す。